# Gijs de Lange
Gijs de Lange (Rotterdam, 3 november 1956 – Amsterdam, 25 mei 2022) was een Nederlands acteur en toneelregisseur.

## Carrière
Na in 1975 het gymnasium te hebben afgerond, volgde hij vier jaar de Toneelschool in Maastricht. De Lange was sinds 1987 verbonden aan de Toneelgroep Amsterdam. Sinds 2001 was hij werkzaam als freelance regisseur bij onder meer Het Nationale Toneel, Het Toneel Speelt, De Appel en Toneelschap Beumer en Drost. Hij werkte als regisseur bij muziektheaterproducties van Orkater. Voor het Holland Festival regisseerde hij verschillende opera's evenals voor de Nationale Reisopera. De Lange was ook regelmatig werkzaam als docent bij de Toneelacademie in Maastricht en de Amsterdamse Toneelschool & Kleinkunstacademie.
Bij het televisiepubliek werd De Lange vooral bekend als de "vieze" kok Alberdink Thijm in het informatieve kinderprogramma Het Klokhuis. In dit programma speelde hij ook Ben Kokkelman, de driftige directeur van het Klokhuiskantoor, in de uitzending van het programma op maandag. Ook speelde hij talloze personages en een aantal beroemde historische figuren voor "Welkom in de Geschiedenis", zoals Rembrandt van Rijn in Welkom in de Gouden Eeuw.
In 2007 sprak De Lange de stem in van Skinner in de film Ratatouille.
Vanaf 18 september 2009 speelde De Lange  in de dramaserie Gooische Vrouwen de rol van Floris Callewaert, de man van Carla Callewaert (Liz Snoijink). In 2010 had hij een gastrol in Bloedverwanten (AVRO) als arts, en was hij in De gelukkige huisvrouw te zien als Kees. Hij speelde diverse rollen in tv-series, in Van God Los als wethouder Rekum (2011), in de jeugdserie De Ludwigs als Bruining (2016), in Vlucht HS13 als Pierre Scheffers (2016) en in La Famiglia als politieman Harry Schaapman (2016).
In 2017 nam hij de regie van de toneelbewerking van de geheime dagboeken van Hendrik Groen op zich. De laatste productie waar De Lange voor zijn dood aan mee werkte was de bioscoopfilm Casa Coco; deze verscheen een aantal maanden na zijn overlijden in de bioscoop.

## Privé
De Lange was van 2009 tot 2015 getrouwd met de Canadese sopraan Barbara Hannigan.

## Overlijden
De Lange overleed op 25 mei 2022 op 65-jarige leeftijd in Amsterdam. Hij leed aan idiopathische longfibrose. Omdat hij een kort ziekbed had, moest hij plotseling uit Het Klokhuis geschreven worden. Zijn medespelers grepen dit aan voor een eerbetoon: hun typetjes stormen in de uitzending van 7 november onwetend zijn kantoor binnen en vinden behalve zijn levensgrote portret een mooie afscheidsbrief, die ze in koor voorlezen, onder andere: Of ik ga langs verdrietige plekken om mensen aan het lachen te maken. […] Dat is de zin van het leven. Mensen aan het lachen maken. Of op zijn minst niemand laten huilen. […] ‘Afscheid nemen kan ik niet. Op een feestje ga ik het liefst stilletjes weg. Elk moment met mij was een feestje. Dag kampvuurtjes in de winternacht van mijn leven.